# Climent XI
Climent XI (1649 - 1721) és considerat com el 243è papa de Roma des de l'any 1700. Nascut com a Giovanni Francesco Albani en una família d'origen albanès lligada a la jerarquia eclesiàstica, va ser escollit Papa sense haver estat ordenat bisbe abans.
Va lluitar contra el jansenisme i contra els cultes considerats pagans que a vegades practicaven els missioners per apropar-se a la població local (com a la Xina). Va intervenir en la Guerra de Successió Espanyola i va fundar diverses escoles d'estudis teològics.

## Biografia
Nascut el 23 de juliol de 1649 a Urbino (segons altres fonts a Pesaro), fill de Carlo Albani i Elena Mosca (ambdós nobles), va ser el primogènit de la família. Els Albani eren una família noble d'origen albanès, mentre que la seva mare Elena pertanyia a la família dels marquesos de Mosca de Pesaro, d'origen antic llombard (més precisament, de Bèrgam).Durant el pontificat d'Urbà VIII (1623-1644), l'avi del futur Papa va ocupar el càrrec de senador de Roma (a l'època de càrrec monocràtic). El seu pare estava relacionat amb el cardenal Gian Girolamo Albani. A l'edat d'11 Giovanni Francesco va ser portat a Roma i va ser inscrit al Col·legi dels Jesuïtes, on va realitzar tota la seva formació.
Va completar els seus estudis secundaris el 1660. Dotat amb un notable talent per als idiomes, va aprendre a traduir del llatí i del grec antic. En la seva joventut realitzà la traducció d'una part del Monòleg dels grecs, que consisteix en les comissions de l'emperador romà d'Orient, i unes homilies de Sofroni de Jerusalem sobre sant de Pere i Pau. Es va inscriure a la Universitat de Roma i es va graduar in utroque iure. Va obtenir el seu doctorat a Urbino (1668). En pocs anys la seva fama va fer que Cristina de Suècia el volgués pera la seva Acadèmia, gràcies a la presentació feta pel cardenal Decio Azzolino. Aquest ambient literari era freqüentat pels escriptors, poetes, pintors, músics més famosos de l'època
Jurista, el 1673 va elaborar els estatuts sinodals de Farfa i Subiaco. Va escriure el text que va ser aprovat i promulgat pel Papa Innocenci XII amb la butlla Romanum decet Pontificem (que conté la famosa condemna del nepotisme). Gràcies a la seva experiència i el seu coneixement dels mecanismes de govern de l'Església, va ser també assessor d'Alexandre VIII Ottoboni (1689-1691) i d'Innocenci XII Pignatelli (1691-1700). Es va donar a conèixer, dins de la cúria romana, a més, com un home íntegre i lliure de corrupcions i nepotisme.
El Papa Ottoboni el va consultar abans de la sanció de la cancel·lació de decisions de l'Assemblea Episcopal Francesa (Constitució Apostòlica Inter Multiplices, aprovada el 4 d'agost de 1690). Per la seva banda, el Papa Pignatelli utilitzà el seu consell quan, immediatament després de l'elecció, havia de fer una cita a la part superior dels dicasteris de la Cúria Romana. El 1700, a requesta d'un dictamen pel rei espanyol Carles II (que no tenia fills propis) abans de respondre va escoltar el consell de tres cardenals, incloent Albani. El rei va donar la benvinguda a la proposta papal i fa la seva voluntat en favor de Felip d'Anjou, net del rei francès Lluís XIV.
Va ser ordenat sacerdot al setembre del 1700. Va participar en dos conclaves: el de 1691 i el de 1700, on va resultar elegit.

## El pontificat
Els primers actes del nou Pontífex van confirmar les expectatives del Sacre Col·legi. Va rebutjar tots els intents de la família per aprofitar-se del càrrec per tal d'ocupar posicions polítiques o religioses, o títols nobles i oficis públics.

### Les relacions amb les institucions de l'Església
- El 1703 va aprovar la congregació religiosa de l'Institut de la Benaventurada Verge Maria, fundat per l'anglesa Mary Ward. El primer convent de la congregació havia estat fundada per la Mare Francesca Bedingfield el 1686, quan ésser catòlic a la Gran Bretanya era encara un crim.[5]
- El 1706 va aprovar el nomenament del nou patriarca de l'Església maronita, Yaaqoub IV Boutros. Quan cinc anys després el patriarca va ser deposat, la Santa Seu es va mantenir ferma en la consideració de la deposició il·legal, fins que el antipatriarca Youssef Mubarak va ser al seu torn enderrocat. El 1713 Climent XI sancionà la reincorporació de Yaaqoub IV en les seves funcions patriarcals. A l'any següent es va enviar un elogi especial a la nació Maronita per la seva fidelitat a l'Església (18 d'agost de 1714).
- El 1710 es va reconèixer l'orde dels Germans de Betlem erigint-se en ordre regular.
- El 1719 es va confirmar amb dos breus els drets de primacia de l'arxidiòcesi d'Armagh.
- Durant el seu pontificat, van tenir lloc les conversions a la fe catòlica dels següents prelats: el Patriarca Samuel de l'Església ortodoxa d'Alexandria (triat en 1712), el patriarca Ciril VI de l'església ortodoxa grega d'Antioquia (triat en 1694), el bisbe armeni de Xipre, l'arquebisbe Arutin, i arquebisbe grec de Tir i Sidó, Eutimi.[6]

A Escòcia, John Gordon, bisbe de Galloway, es va convertir al catolicisme i va afegir, "Climent" al seu nom de pila. Des de llavors se'l va anomenar John Clement Gordon.

### Les relacions amb altres Esglésies cristianes
Continuant amb els esforços del seu predecessor Innocenci XII, el Papa va tractar de portar de tornada a la cleda de la catolicitat l'Església Ortodoxa Copta. Va enviar a Etiòpia un missioner franciscà davant del rei i de l'arquebisbe (aquest últim va ser designat pel Patriarca d'Alexandria). Més tard van arribar els missioners franciscans, caputxins i carmelites al país, però van ser mal rebuts per la població.

### Decisions en matèria de doctrina
La repressió del jansenisme
En 1702 el Papa va suspendre el bisbe d'Utrecht Petrus Codde, convençut defensor del jansenisme, reemplaçant-lo amb un nou bisbe.
A França, el Papa es mostrà d'acord amb Lluís XIV, qui també va estava decidit a erradicar el jansenisme. El rei de França va presentar a la Santa Seu un conjunt de mesures que es van formalitzar el 1705 en la constitució apostòlica Vineam Domini Sabaoth (17 de juliol de 1705). S'hi afirmava que el "silenci obedient" no pot ser una resposta satisfactòria a la Fórmula presentació dels jansenistes. 

Van ser condemnats les teories de Pasquier Quesnel, guia dels jansenistes després d'Antoine Arnauld. En 1693 havia imprès Le Nouveau Testament en français avec des réflexions morales sur chaque verset. L'obra contenia la traducció jansenista del Nou Testament. Climent XI va prohibir per primera vegada l'obra (breu Universi dominici gregisdel 13 de juliol de 1708) i més tard el condemnà com herètic (butlla Unigenitus Dei Filius del 1713).
La condemna del jansenisme dividí l'església francesa entre els que acceptaven l'ordre papal, els anomenats "acceptants" i els que, en rebutjar la butlla papal, va fer una crida a un consell general, els anomenats "recurrents". En particular, quatre bisbes (els titulars de les seus de Senez, Montpeller, Boulogne i Mirepoix) van apel·lar al Papa invocant un concili general: tots ells va ser excomunicats (Pastoralis officii, 28 d'agost de 1718). Però van recórrer al poder civil. Va ser necessària la intervenció decidida del govern francès per portar a tots els demandants en el deixant de l'Església de Roma. Això va ser possible només amb la transformació de la butlla en una llei estatal. El 4 de desembre de 1720 la butlla Unigenitus Dei Filius va ser registrada pel Parlament francès.
Finalment es va decidir el tancament de l'antic monestir cistercenc de Port-Royal des Champs, lligat al jansenisme. L'ordre va ser executada el 1708. A l'any següent, els religiosos que encara hi romanien van ser expulsats per la força (29 d'agost de 1709).

### Decisions en matèria litúrgica

#### Controvèrsia des ritus malabars i xinesos
Durant el pontificat de Climent XI es va intensificar la disputa entre els dominics i els jesuïtes en els ritus xinesos (controvèrsia dels ritus) i malabars. Mitjançant resolució del 20 de novembre de 1704 el Papa va condemnar l'ús de tots dos ritus, donant raó als dominics. En particular, va ordenar als missioners que observessin íntegrament el decret de la Santa Inquisició de l'Índia i de la Xina. Per executar el decret enviat especialment a l'Índia i la Xina (durant el regnat de l'Emperador Kangxi) un legat, el cardenal torinès Carlo Tommaso de Tournon.
El 7 de gener de 1706, el pontífex va reiterar aquesta decisió (butlla Gaudium in domino). La missió del llegat, però, no va assolir els resultats consolidats que s'esperaven: les diferències entre els missioners continuaves. Els jesuïtes a Pequín, poc satisfet amb aquest edicte, es van negar a aplicar-lo i van suspendre l'administració dels sagraments, amb l'argument que no era possible fer missió a la Xina arran d'aquestes prohibicions.
Al març de 1715 Climent XI va emetre que la seva intenció era ser l'última paraula sobre l'assumpte: la Constitució Apostòlica "Ex Illa Die", que reiterava i confirmava totes les prohibicions del decret de l'any 1704, va exigir un jurament de lleialtat per part de missioners. Va enviar a l'Extrem Orient un nou llegat, Carlo Ambrogio Mezzabarba, per publicar la butlla amb tota l'autoritat de la Santa Seu.
El cardenal Mezzabarba va arribar a Pequín a final de 1720. Aquesta segona legació es va dur a terme amb més diplomàcia i va arribar gairebé a bon terme amb la famosa audiència el 14 de gener de 1721, en què semblava que l'emperador defensava totes les peticions de la Santa Seu. Però fins i tot llavors, la situació va empitjorar i el llegat va haver de tornar a Europa sense informar d'un èxit significatiu.

#### Altres decisions
Climent XI va proclamar tres jubileus extraordinaris, amb aquestes motivacions:
- Per inaugurar el pontificat (Nadal de 1701)
- Per Pregar per la pau entre els prínceps cristians (2 de desembre de 1706);
- Per invocar l'ajuda de Déu als exèrcits venecians contra els turcs (31 de maig de 1715).

Amb la butlla Comissi nobis (6 de desembre de 1708) Climent XI va fer universal la festa de la Immaculada Concepció de Maria, que ja se celebrava a nivell local a Roma i en altres parts de la cristiandat. Per decret del 4 de febrer de 1714 es va dictaminar que se celebrés Sant Josep amb missa i oficis propis.
El 3 de febrer de 1720 va declarar a Sant Anselm d'Aosta Doctor de l'Església.

### Relacions amb els monarques europeus
Sacre ImperiSobre la base de la seva experiència en dret civil i canònic, el 1700 Albani va haver d'avisar el llavors Papa Innocenci XII la disposició testamentària per la qual el rei d'Espanya Carles II assignava la successió a Felip d'Anjou, net del borbònic Rei Sol francès Lluís XIV. El Rei d'Espanya va seguir el consell de la Santa Seu i, a la seva mort, Felip d'Anjou es va convertir en rei amb el nom de Felip V.
Els Habsburg impugnaren la decisió del difunt rei (que pertanyia a la seva família) deslligant una guerra de successió d'abast europeu. Climent XI es va mantenir fidel a la part francoespanyola, una continuació de la política del seu predecessor. Josep I va ordenar al seu exèrcit per envair els territoris pontificis, ocupant la bolonyesa i la Romanya (1708). Climent XI invocà la intervenció de França, però els transalpins no volien obrir un nou front de guerra. El pontífex es va veure obligat a fer la pau i va haver d'acceptar, en un memoràndum secret, reconèixer el germà de l'emperador, l'arxiduc Carles, rei d'Espanya (15 de gener, 1709). Va ser l'últim enfrontament armat entre l'emperador i la Santa Seu.
EspanyaDesprés que el desafortunat final del conflicte amb l'emperador, el Papa va patir la venjança de Felip d'Anjou: el nou rei d'Espanya va castigar la decisió del Papa per canviar el camp mitjançant el bloqueig del pagament de les pensions de la Santa Seu en territori francès.
Al final de la guerra de successió, la Santa Seu havia de ser un espectador davant les decisions preses per uns altres. L'esdeveniment va ser tan estrany que, en la història d'Europa només tenia un precedent, la Pau de Westfàlia de 1648.
Els tractats d'Utrecht del 2 d'abril de 1713 i Rastatt de 6 de març de 1714 assignaren el ducat de Màntua a l'Imperi, prenent-lo a la casa de Gonzaga, aliats tradicionals del Papa. Les illes de Sicília i Sardenya canviaren de mà malgrat les seves protestes. Atès que el Papa, de tots els sobirans italians, era el subjecte que tenia el major nombre de rendes, es va convertir en el major perdedor de la Guerra de Successió Espanyola. Així va ser que els feus papals de Nàpols i Sardenya van ser donats a Carles VI, que el 1711 havia succeït a Josep I com el nou emperador. Climent XI també va perdre la seva possessió directa: Comacchio, la seu de la diòcesi i el port de la Legació de Ferrara.
L'únic èxit del pontífex va ser, el 1717 la signatura d'un concordat. En ell, a canvi d'un reconeixement incondicional dels drets de l'Església espanyola, Climent XI li va concedir permís per gravar al clergat de 150.000 ducats en cinc anys per finançar la participació d'Espanya en la guerra contra els turcs.
FrançaDurant el pontificat de Climent XI va morir Lluís XIV (1715). El duc d'Orleans Felip II de Borbó-Orleans s'autonomenà regent. El seu secretari era un clergue, Guillaume Dubois, que va assumir un paper cada vegada més important en la gestió de la regència. En 1720 Climent XI el va recompensar pels seus mèrits nomenant-lo bisbe.
Ducat de Brunswick-LüneburgEl Duc Antoni Ulric es va convertir al catolicisme des del credo luterà el 1709.
Regne de PrússiaFins 1701 Prússia era part del Sacre Imperi Romanogermànic. Aquell any Frederic III de Brandenburg, un dels prínceps electors de l'emperador, es proclamà primer rei de Prússia. Climent XI no va reconèixer el fet perquè implicava la creació d'un estat protestant, i perquè Prússia pertanyia, en virtut d'un antic privilegi, a l'Orde Teutònic. El rei, però, va confiscar els béns de l'Orde Teutònic present el seu territori.
AnglaterraEl 1719 James Francis Edward Stuart, pretendent jacobita al tron d'Anglaterra, va triar Roma com a seu del seu exili. Climent XI li va donar la benvinguda i va reconèixer a ell i a la seva esposa els títols de rei i reina d'Anglaterra i Escòcia.
Regne de RússiaPere I de Rússia era un perseguidor de la religió catòlica: a Polotsk el 1705 va matar amb les seves pròpies mans el monjo basilià Teófano Kolbieczynski. També va ser un manipulador expert. El seu interès era posar en el tron de Polònia i Lituània (estat fronterer amb Rússia) August de Saxònia, el seu aliat. El Papa, però, estava disposat a reconèixer com a legítim rei Estanislau Leszczynski. Pere I el va enviar a Roma el Príncep Boris Kurakin nomenant-lo ambaixador davant la Santa Seu. Kurakin va aconseguir canviar d'opinió al pontífex. Això va obrir el camí per a la derrota de Leszczyński, que es va veure obligat a exiliar-se.
En 1719 Pere I decreta l'expulsió de Rússia dels jesuïtes.

### Relacions amb els monarques no europeus
Imperi Turc: El 1714 Turquia va declarar la guerra a la República de Venècia (Segona Guerra Morea). Climent XI va tractar immediatament de formar una coalició d'estats cristians. Demanà ajut a l'emperador, però va ser en va. La guerra s'inclinà immediatament del costat dels turcs, degut al desequilibri de forces. El 1716 l'imperi va decidir intervenir, mitigant així la derrota veneciana. L'exèrcit imperial va ser dirigit pel príncep Eugeni de Savoia. La República va perdre per sempre el Peloponès, però va mantenir les seves possessions a Dalmàcia (regió propera a Àustria). Va ser l'última guerra lliurada entre Venècia i els otomans.
El pontífex va tenir relacions amb dos monarques no europeus: el Shah persa i el Negus d'Etiòpia. Amb ambdós va tenir un intercanvi epistolar.

### Govern de l'Estat Pontifici

#### Gestió econòmica
Amb l'objectiu de trobar els mitjans financers per a l'establiment/formació d'un exèrcit, el Papa va crear la Congregació econòmica (decret de l'11 de juliol de 1708). L'objectiu de la nova congregació era desenvolupar un mecanisme que permetes els impostos extraordinaris per sufragar les despeses de manteniment de les tropes.
El 1711 Climent XI va xocar amb el Regne de Sicília causant la controvèrsia liparitana que durant molt de temps dificultà les relacions entre el regne i el papat.
El 1713 el Duc de Savoia Víctor Amadeu II es va convertir en rei de Sicília. Posteriorment, va esclatar una disputa amb la Santa Seu pel que feia a la immunitat i els drets d'herència eclesiàstics als titulars de la immunitat i privilegis vacant. El nou rei va decidir recuperar una institució jurídica de l'Edat Mitjana (Monarchia Sicula), segons la qual s'impedí al Papa d'exercir qualsevol autoritat sobre l'Església de Sicília. Climent XI va condemnar la mesura i va posar en marxa l'interdetto a l'illa, que s'ajustava 3000 prelats locals. Víctor Amadeu II va respondre expulsant-los tots de l'illa. Van haver de refugiar-se a Roma, on van ser assistits pel Papa fins que no es resolgué la crisi, en 1718.

#### Altres decisions

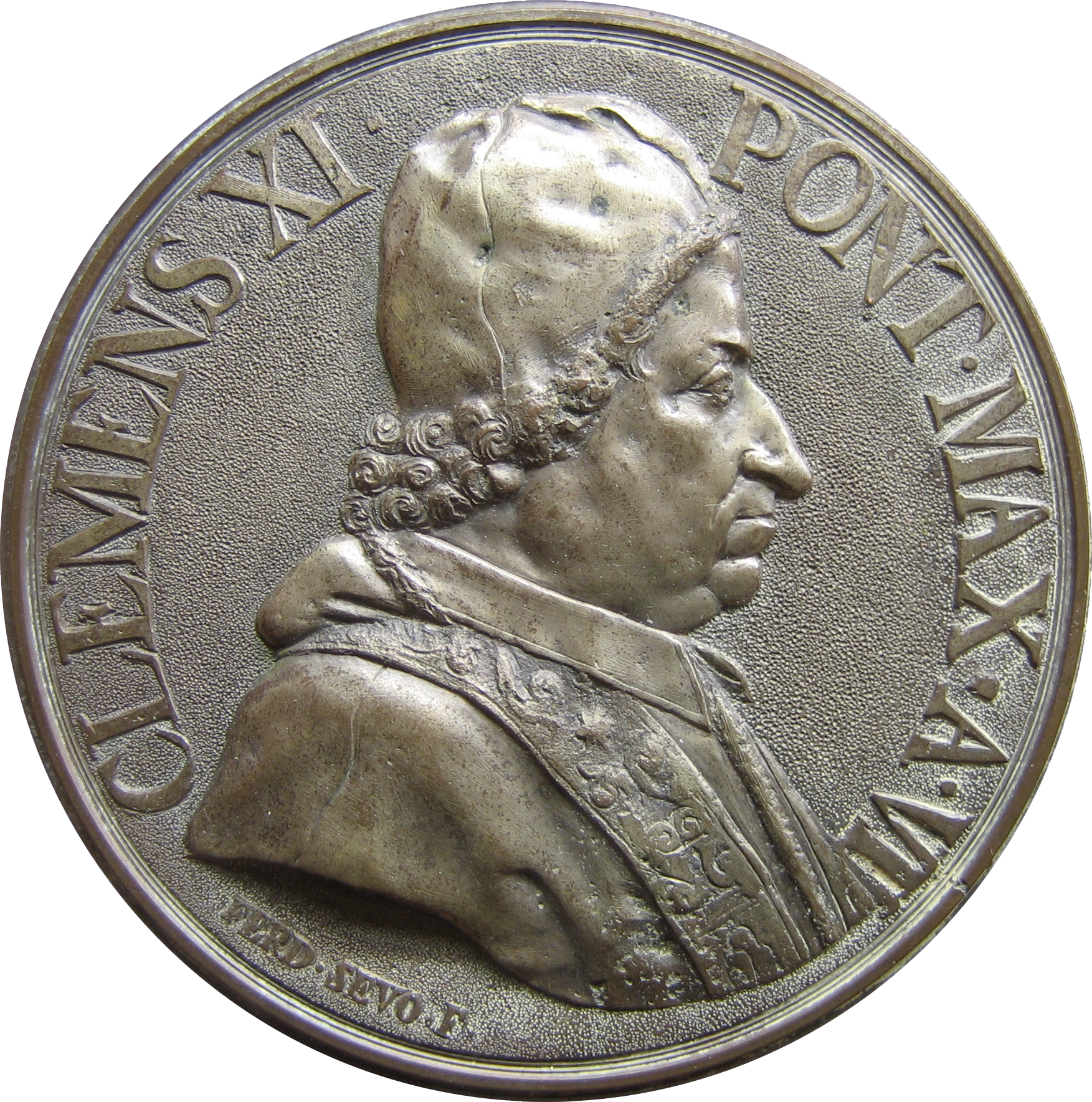
L'efígie del papa Climent XI en una medalla feta per Fernando Sevo.

Climent XI va restaurar els jocs de loteria a Roma.
A Roma, va fer ampliar l'Hospici de Sant Miquel afegint una presó per a menors d'edat (" correccional "), dues llars d'avis (un per a homes i un altre per a dones), i una gran església.

### Climent XI i la cultura
Per part del seu pare, Carlo Albani (1623-1684), era descendent d'una família noble d'origen albanesa (fundador dels Albani, a Itàlia, es va dir Filippo de' Laçi detto "l'albanese", que era capità de les tropes de Jordi Castriota i es va traslladar a Urbino després de la mort de l'heroi, el 1468).
Giovanni Francesco Albani s'interessà molt per Albània, llavors ocupada pels turcs, especialment per a la protecció de la llengua albanesa i la religió catòlica, la promoció i el suport a moltes iniciatives de la premsa de molts llibres en l'idioma albanès. Sota els seus auspicis es va celebrar, el 1700, a Merçine Alessio (Lezhe) a Albània, la conferència històrica d'Arber, en què es van prendre diverses resolucions a favor de la llengua albanesa i la religió catòlica, no permetre la seva extinció sota la dominació otomana.
En 1701 es va aprovar la fundació de l'Acadèmia de Nobles Eclesiàstics (avui la Pontifícia Acadèmia Eclesiàstica). Inicialment dedicada a la formació del clergat diplomàtic dels plançons de les famílies nobles, avui té cura de la preparació dels sacerdots destinats pel servei diplomàtic de la Santa Seu.
En 1715 va nomenar a Giuseppe Simone Assemani (nascut Yūsuf Simʿān al-Simʿānī, cristià maronita d'origen libanès) intèrpret de les llengües àrab i siríac de la Biblioteca Vaticana i el va enviar a Orient Mitjà per recollir manuscrits orientals.

### Mecenatge i obres realitzades a Roma
Climent XI va protegir les troballes arqueològiques que, cada vegada més, eren descobertes en el territori dell'Urbe prohibint l'exportació i van començar les primeres excavacions sistemàtiques a les catacumbes.
Va afavorir el la redescoberta de les obres de l'erudit Bartolomeo Eustachi (+1574).
El Papa va aprovar el projecte de modernització del Port de Ripetta, port fluvial de barcasses procedents d'Umbria i Sabina. Es trobava enfront de l'església de Sant Jeroni dels Croats i de l'edifici de la Duana. El projecte va ser confiat a Alessandro Specchi, que va ser assistit per Carlo Fontana. L'obra, per a la construcció de la qual es destinaren materials de comptatge del Coliseu, va ser inaugurat el 16 d'agost de 1704.
Es va construir un viaducte a Civita Castellana i un aqüeducte a Civitavecchia.
La ciutat d'Urbino tenia, en particular, l'atenció del Papa, en ésser el seu lloc de naixement. En primer lloc es cancel·laren tots els deutes acumulats per la ciutat; es van dur a terme les obres d'embelliment a la catedral i una impressionant restauració dels Palaus Ducal i Arquebisbal; es va iniciar la fundació d'una biblioteca pública. Es va construir una institució educativa per a la joventut, a la que se li concediren tots els privilegis substancials de la Universitat. Certament no va ser un Papa nepòtic en el sentit tradicional, però els excessius privilegis concedits a la seva ciutat natal i els territoris veïns del ja Ducat d'Urbino, segueixen sent considerats com una forma de nepotisme, tot i que col·lectiu.
En 1705 va fer realitzar un disseny de Carlo Fontana, un graner, ara conegut com el Granaio Clementino.
Ell va fer els següents treballs sobre monuments:
- projecte del pòrtic interior del Palau dels Conservadors (Alessandro Specchi);[11]
- reconstrucció de la façana de l'església de San Silvestro in Capite (església de la qual era titular, confiat a Domenico de Rossi);
- el 1702, va afegir un pòrtic a la façana de la basílica de Santa Maria in Trastevere, dissenyat per Carlo Fontana;
- el pontífex va fer reconstruir de la font de l'església de San Teodoro al Palatino (avui lloc de culte ortodox). L'església apareix a una moneda papal, famosa per aparèixer a la portada de la revista numismàtica mai publicada, el Thesaurus Numismatum hujus saeculi, impresa a Nuremberg.[26]
- Va fer realitzar la font davant de l'església de San Pietro in Montorio (obra de Carlo Fontana).
- Va fer realitzar el rellotge de sol de Santa Maria dels Àngels, encarregat a Francesco Bianchini. Avui en dia es coneix com la "Línia Clementina";[27]
- Va encarregar la revisió completa de la basílica dels Sants XII Apòstols. Els treballs, iniciats per Francesco Fontana, van concloure sota el pontificat de Benet XIII;
- A la basílica de San Sebastiano fuori le mura va fer construir la "Capella Albani" (la primera capella a la dreta) dissenyada per Carlo Fontana;
- Va encarregar la renovació total de la basílica de Sant Climent del Laterà també a Fontana;
- Va fer reconstruir completament l'església de Santa Maria a Monticelli, encarregant-se el treball a Matteo Sassi ;
- Va fer construir la famosa font, signat pels escultors Filippo Bai i Francesco Moratti, que es troba en el pòrtic de l'Església de Santa Maria in Cosmedin, més coneguda com la "Boca de la veritat".
- Va fer erigir l'Obelisc del Panteó (1711).

El retrat de Climent XI va ser executat pel pintor Carlo Maratta i es conserva a la Pinacoteca Vaticana.
 La seva tomba va ser construïda per Carlo Fontana.

## Mort i enterrament

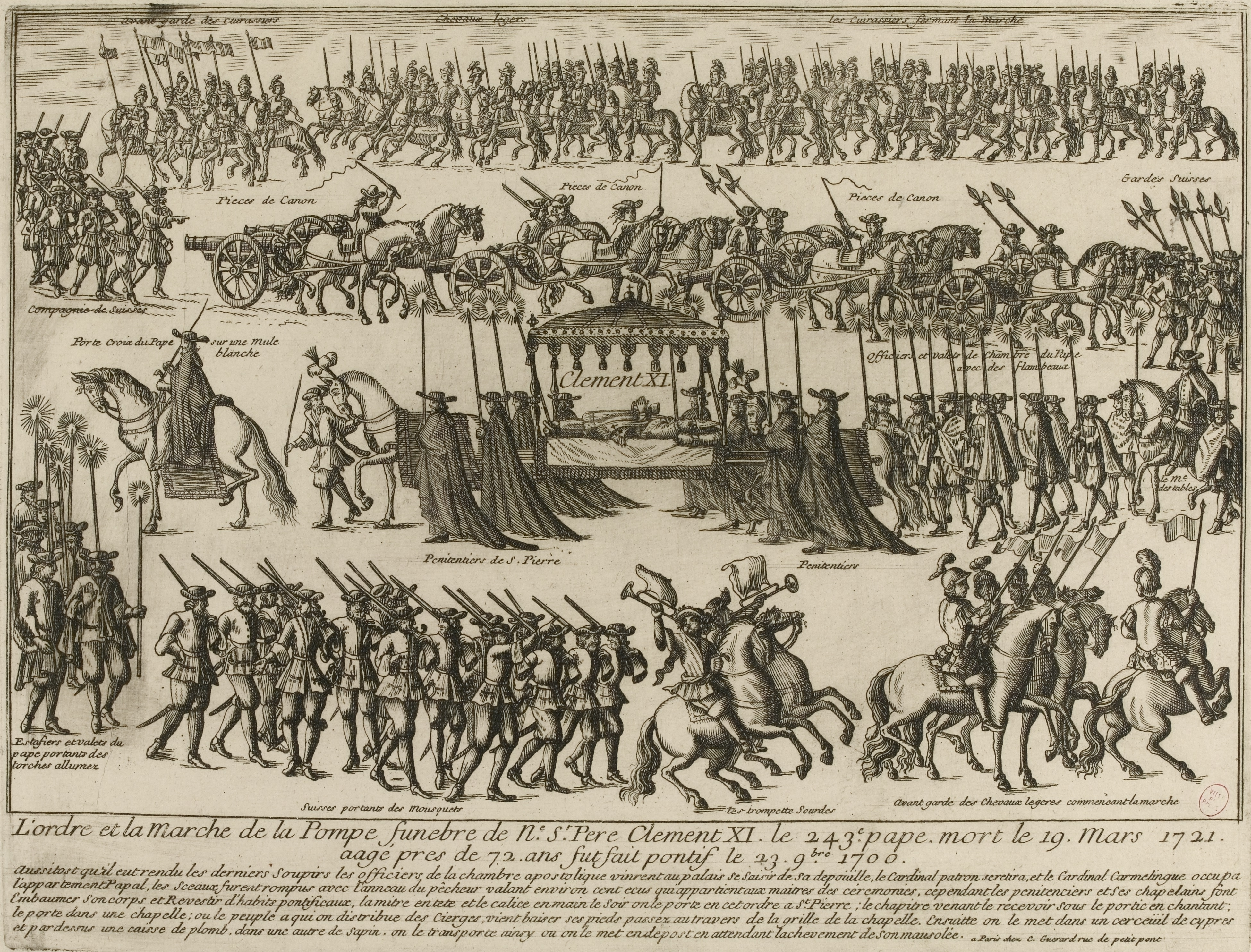
La pomposa cerimònia de funeral del Papa Climent XI el 1721, per Charles François Guérard

Climent XI va morir el 19 de març de 1721. Les circumstàncies de la seva mort es reconstrueixen en un informe, imprès a Venècia en el mateix any, que es descriu en les últimes etapes de la vida terrenal del Summe Pontífex. El seu estat de salut es va agreujar sobtadament el dia anterior, quan després de celebrar la missa del matí va ser sorprès per un atac de "fred molt sensible, i extraordinari, que va ser seguit per un atac fort de febre", que el va deixar prostrat al llit. La febre alta i sobtada i va ser acompanyada a la tarda per atacs violents de tos amb secreció de sang. Després d'una nit agitada, de vegades amb la ment no del tot lúcida, l'endemà la salut del papa Climent XI va continuar deteriorant-se: la tos cada vegada era més intensa, la febre i la producció d'abundant sang en l'esput induïren als presents a realitzar-li l'extremunció. Tot i la gravetat, va passar el matí repetint els versos dels salms. Al voltant del migdia un altre atac violent de febre alta conduir a la seva mort. El text assenyala que "va morir tranquil·lament cinc minuts després del migdia, a l'edat de 71 anys, 7 mesos i 27 dies". Havia governat el destí de l'Església de Roma per una mica més de dues dècades. Immediatament el so de les campanes de la Capitol va anunciar la mort del Papa als romans, que van romandre incrèduls i sorpresos en conèixer la notícia de la seva sobtada mort, havent confirmat pel sol fet que «veient després obrir les portes de les presons, i deixant lliures els presos, (...) no sense llàgrimes i dolor li van donar credibilitat».
L'estudi dut a terme en el cos mostrava que el Papa estava en bon estat de salut, excepte pel "dany greu és pulmons, i en particular des del costat esquerre on l'estancament de la sang havia començat la gangrena".
El pontífex sempre havia volgut ser enterrat de manera senzilla i humil. I així va ser que les seves restes mortals van ser col·locades sota el paviment de la Capella del Cor dels canonges de la basílica de Sant Pere, on encara descansen, cobertes per una senzilla llosa de marbre de pòrfir. El Reverend Capítol de Sant Pere encara oficia la memòria amb especial solemnitat el 19 de març de cada any.
Santa Verònica Giuliani va informar que el pontífex se li havia aparegut després de la seva mort, dient que era al Purgatori, i quevolia ser alliberat. La santa va pregar molt temps per a ell, fins que uns anys més tard se li va aparèixer de nou dient que estava a punt per al Paradís. La sants va morir sis anys més tard Climent XI.

## Canonitzacions i beatificacions
Climent XI elevat a la glòria dels altars quatre sants en dues cerimònies separades; a més va proclamar tres sants per l'equivalència.
- 16 d'octubre de 1690:
  - Andreu Avel·lí (1521-1608), sacerdot profès dels Clergues Regulars Teatins;
- 22 de maig de 1712:
  - Caterina de Bolonya (1413-1463), abadessa clarissa;
  - Fèlix de Cantalice (1515-1587), religiós caputxí;
  - Pius V (1504-1572), papa dominic

Canonitzacions per equivalència
- 20 de maig de 1705
  - Teresa, vídua cistercenca
  - Sança (1178-1229), verge cistercenca
- 27 de gener de 1720
  - Humilitat de Faenza (vers 1226 - 1310), abadessa vallombrosana.

Climent XI va beatificar formalment un servent de Déu; beatificà, per equivalència, altres quinze servidors de Déu. També va atorgar un indult per a la celebració de la missa i de l'ofici d'un altre servidor de Déu.
- 24 de maig de 1716:
  - Jean-François Régis (1597-1640), sacerdot de la Companyia de Jesús

Beatificacions per equival·lència
- 29 de desembre de 1700
  - Giacomo da Zara († 1485 aproximadament), religios de l'orde de Frares Menors
- 3 d'abril de 1701 (concessió de missa i ofici citra tamen approbationem cultus)
  - Angela da Foligno (1248-1309), vídua del Tercer Orde de Sant Francesc
- 11 de setembre de 1702
  - Pellegrino Laziosi (1265-1345), religioso dei Servents de Maria
- 11 de setembre de 1704
  - Giovanni de Perussa i Pietro de Sassoferrato († 1231), de l'orde de Frares Menors, màrtirs
- 1 de març de 1710
  - Lucia Broccadelli (1476-1544), religiosa del Tercer orde de Sant Domenec
- 27 d'agost de 1712
  - Ceslao (1180-1242), sacerdot de l'orde de Predicadors
- 8 de juliol de 1713
  - Gregori X (1210-1276), papa
- 2 de setembre de 1713
  - Liberato da Loro († 1260 aproximadament), religios de l'orde de Frares Menors
- 1º de desembre de 1717
  - Set fundadors dels Servents de Maria

## Diocesis creades per Climent XI

### Prefectures apostòliques
1712: Prefectura Apostòlica de les Illes de l'Oceà Índic; el territori va ser pres de la diòcesi de Malacca (avui l'arquebisbat de Singapur).

### Noves diòcesi i vicariats apostòlics
Europa
- 1709: el pontífex dividí el vicariat apostòlic de l'Alemanya Septentrional en un Vicariat alemany i un Vicariat escandinau.

Orient Mitjà
- Eparquia de Baalbek (Església Catòlica Melquita. El 1701 el bisbe Partenio envià a Roma una professió de fe catòlica)
- Arxieparquia de Mardin (Església Catòlica Armènia, el 1708)
- Eparquia d'Aleppo (Església Catòlica Armènia, el 1710;
- Eparquia de Salmas (a Pèrsia, de l'Església Catòlica Caldea, el 1709).

Amèrica del Sud
- 4 de març de 1720 (butlla Copiosus in misericordia):
  - Bisbat de Belém do Pará (a Brasil, el territori va ser pres de la diòcesi de São Luís do Maranhão (avui arxidiòcesi).

### Elevació a patriarcat
El 7 de novembre de 1716 l'arxidiòcesi de Lisboa va sr elevada a patriarcat mitjançant la butlla In Supremo Apostolatus Solio. El títol patriarcal és només nominal, i el Patriarca de Lisboa no té més drets que els altres metropolitans..
Dijon: elevà al rang de catedral l'església de Sant Esteve (segle xv).

## Consistoris per a la creació de nous cardenals
Climent XI va designar setanta cardenals en el transcurs de quinze consistoris diferents. Entre ells, els futurs papes Innocenci XIII i Climent XII.
Abans d'ell, cap papa havia consagrat un nombre tan elevat de cardenals.

### Nomenaments de membres de la família
Climent XI va fer dos nomenaments entre els membres de la seva pròpia família:
- En 1711 va nomenar cardenal a un nebot, Annibale Albani, fill del seu germà Orazio (1652-1712).
- El 1715 va nomenar cardenal Fabio degli Abati Olivieri, fill de Gian Andrea i Giulia Albani; aquesta última era la tia del pontífex.

## Honors
Gran Mestre de l'Orde Suprem del Crist